# Wybory parlamentarne w Timorze Wschodnim w 2001 roku
Wybory parlamentarne w Timorze Wschodnim w 2001 odbyły się 30 sierpnia 2001, w drugą rocznicę referendum niepodległościowego w Timorze Wschodnim. Kandydat był wybierany po jednym z każdego dystryktu, natomiast reszta przechodziła proporcjonalnie. W wyborach zwycięstwo odniósł FRETILIN, który zdobył 55 z 88 mandatów. Frekwencja wyborcza wynosiła 93%. Szefem rządu został Mari Alkatiri.

## Wyniki
| Partia                                                | % głosów | liczba mandatów |
| ----------------------------------------------------- | -------- | --------------- |
| FRETILIN                                              | 57,37%   | 55              |
| Partia Demokratyczna                                  | 8,72%    | 7               |
| Partia Socjaldemokratyczna                            | 8,18%    | 6               |
| Socjaldemokratyczne Stowarzyszenie Timoru Wschodniego | 7,84%    | 6               |
| Timorska Unia Demokratyczna                           | 2,36%    | 2               |
| Nacjonalistyczna Partia Timoru Wschodniego            | 2,2%     | 2               |
| Klibur Oan Timor Asuwain                              | 2,13%    | 2               |
| Ludowa Partia Timoru Wschodniego                      | 2%       | 2               |
| Chrześcijańska Partia Demokratyczna                   | 2%       | 2               |
| Socjalistyczna Partia Timoru Wschodniego              | 1,78%    | 1               |
| Partia Liberalna                                      | 1,1%     | 1               |
| Chrześcijańska Partia Timoru Wschodniego              |          | 1               |
| Suma                                                  | 100%     | 88              |